# Skeleton aux Jeux olympiques de 2002
Navigation
Édition précédente Turin 2006
Les épreuves de skeleton aux Jeux olympiques d'hiver de 2002 se déroulent le 20 février 2002 à Park City dans la station de sports d'hiver de Salt Lake City dans l'Utah (États-Unis). Après avoir été programmé deux fois aux Jeux olympiques, en 1928 et en 1948, le skeleton fait son retour dans le programme olympique lors de ces Jeux.
Sur la piste de Salt Lake City, on assiste à un doublé américain où chez les hommes comme les femmes, ce sont eux qui s'imposent, à noter que chez les filles ce sont deux américaines qui occupent les deux premières places.

## Podiums
| Épreuves | Or                 | Argent                | Bronze              |
| -------- | ------------------ | --------------------- | ------------------- |
| Hommes   | Jim Shea (USA)     | Martin Rettl (AUT)    | Gregor Stähli (SUI) |
| Femmes   | Tristan Gale (USA) | Lea Ann Parsley (USA) | Alex Coomber (GBR)  |

### Tableau des Médailles
| Place | Nation      |   |   |   | Total |
| ----- | ----------- | - | - | - | ----- |
| 1     | États-Unis  | 2 | 1 | 0 | 3     |
| 2     | Autriche    | 0 | 1 | 0 | 1     |
| 3     | Suisse      | 0 | 0 | 1 | 1     |
| 4     | Royaume-Uni | 0 | 0 | 1 | 1     |